# Agata Zwiejska
Agata Zwiejska (15 de julio de 1989) es una deportista polaca que compitió en natación. Ganó una medalla de plata en el Campeonato Europeo de Natación de 2006, en la prueba de 4 × 200 m libre.

## Palmarés internacional
| Campeonato Europeo | Campeonato Europeo | Campeonato Europeo | Campeonato Europeo |
| Año                | Lugar              | Medalla            | Prueba             |
| ------------------ | ------------------ | ------------------ | ------------------ |
| 2006               | Budapest (Hungría) | Medalla de plata   | 4 × 200 m libre    |